# Parabel

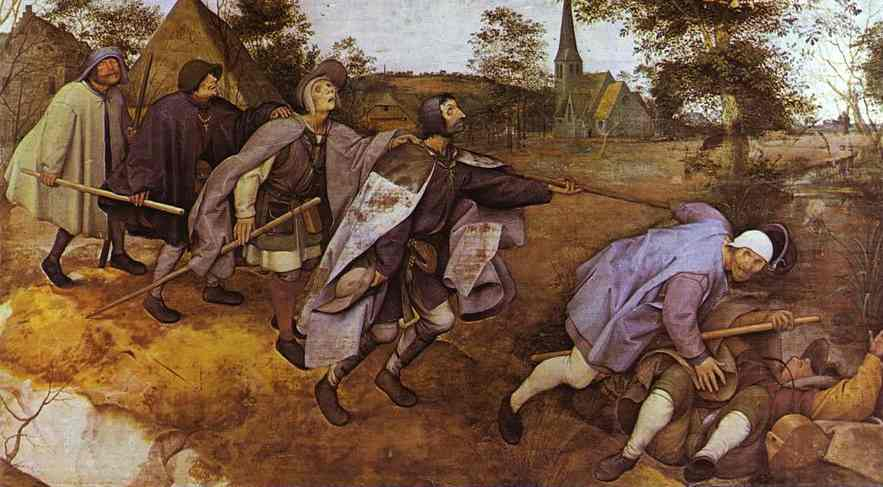
De parabel der blinden, van Pieter Bruegel de Oude

Een parabel (van het Griekse παραβολή parabolè wat "vergelijking" betekent – evangelisten gebruikten dit woord in de betekenis van "gelijkenis") of gelijkenis is een metaforisch kort verhaal, gewoonlijk gesitueerd in het dagelijks leven, dat dient om een religieus, moreel of filosofisch idee te illustreren.

De parabels van Jezus staan in de traditie van de joodse masjal. Het spreken in de vorm van een gelijkenis was en is een joodse wijze van aanschouwelijk maken van waarheden. Het Hebreeuwse woord masjal slaat op alle vormen van overdrachtelijke gezegden, spreuken, symbolen, vergelijkingen en allegorieën.

## Retorica

### Procedé: uitgebreide metafoor
In de Griekse retorica was parabel een naam voor elke fictieve illustratie die bestond uit een korte vertelling. Later kreeg het de betekenis van een fictief verhaal (over het algemeen een natuurlijke gebeurtenis) of een in werkelijkheid gebeurd verhaal dat dient om morele of spirituele waarheden over te brengen, zoals in het Nieuwe Testament. Kenmerkend zijn de alledaagse situering en de realistische beschrijving, waarin bovennatuurlijke verschijnselen gewoonlijk ontbreken.
- Plato's De republiek bevat parabels zoals Schaduwen in de grot, waarin abstracte betogen worden vormgegeven in een concrete, eenvoudig te bevatten vertelling. Wie in beperkte omstandigheden leeft, ziet maar een deel van de werkelijkheid; deze in een concrete situatie gevatte stellingname heeft een metafysische tweede betekenis: wij kunnen "de" werkelijkheid nooit geheel kennen.

Een parabel is een uitgebreide metafoor. In de metafoor wordt een woord op beeldende wijze in de plaats gesteld van een ander begrip, en de lezer of luisteraar interpreteert wat er eigenlijk, letterlijk, is bedoeld.
- In P.C. Boutens'

der dingen doove dek hebt gij genomen
onderkent hij een aan de dingen teruggeven van hun glans, een wegnemen van de dofheid die er als een deken overheen lag.
De gelijkenis bedient zich, anders dan de metafoor, niet van een enkel woord, maar van een opzichzelfstaand verhaal. Dat verhaal staat in twee opzichten op zichzelf: in de eerste plaats wordt ook hier weer de uitleg niet gegeven, maar trekt de lezer of luisteraar zijn eigen conclusies. Ten tweede is de parabel het hele verhaal; de gelijkenis is niet, zoals de metafoor, ingebed in een grotere context.

### Interpretatie: luisteraar of verteller

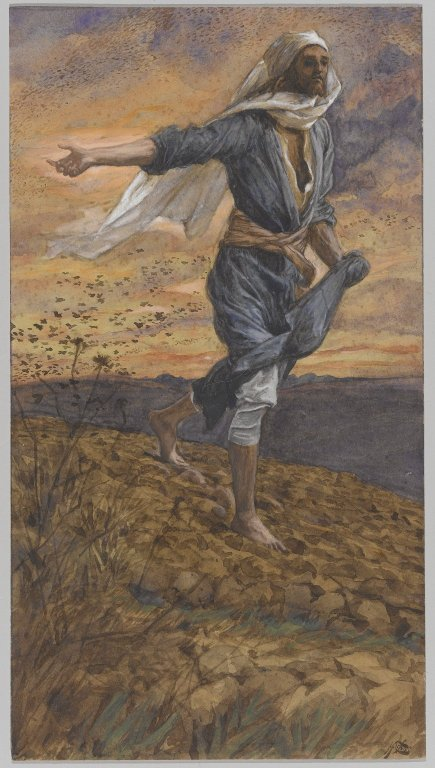
Le Semeur van James Tissot, Brooklyn Museum

Anders ook dan een vergelijking vergt een gelijkenis, in deze betekenis van dat woord, dus een interpretatie, doordat er niet expliciet wordt gezegd waarnaar verwezen wordt; dat moet de lezer of luisteraar zelf uitmaken. Hoewel de strekking vaak duidelijk is, kan de interpretatie problemen opleveren. De uitdrukking "Hij spreekt in gelijkenissen" is dan ook komen te betekenen: "Hij drukt zich via omwegen uit, hij spreekt niet rechtstreeks, zijn woorden vergen veel denkwerk van je."
Maar die interpretatie kan wel achteraf worden toegevoegd. Zo kent het Nieuwe Testament de Gelijkenis van de zaaier: hij strooide zijn zaad uit over verschillende plaatsen, steenachtige, te ondiepe, dan wel bruikbare grond. De letterlijke betekenis levert geen problemen op: hier komt het zaad niet op, daar wel. Maar wat is de bedoeling? Jezus' discipelen vragen het hem (Lucas 8), en dan legt hij het uit: "Het zaad is het woord Gods." Sommigen zijn daarvoor onontvankelijk, anderen geloven er tijdelijk in, weer anderen volharden in hun geloof.

### Strekking
In parabels wordt vaak een persoon geconfronteerd met een bepaald moreel dilemma, of een persoon komt tot een dubieuze of ondoordachte beslissing, zodat hij naderhand met de gevolgen wordt geconfronteerd. Dat zo'n beslissing ongunstige gevolgen kan hebben, begrijpt iedereen wel; maar de luisteraar-lezer wordt nu uitgenodigd het beeld op de werkelijkheid toe te passen.
- Als verschillende mensen een som gelds krijgen, en de een gaat er winstgevend mee aan het werk, terwijl de ander rust neemt en zich erop beroept dat hij daarmee toch niets verliest, zal het ieder duidelijk zijn dat de eerste persoon zijn kansen beter benut. De interpretatie is vervolgens: maak het beste van wat je van de schepper hebt meegekregen, blijf niet stilzitten. (Gelijkenis van de talenten)

Zo'n parabel kan als een vermaning worden gezien, en soms is de oproep ook expliciet: "Ga heen en doe hetzelfde" (Gelijkenis van de barmhartige Samaritaan). Maar de toon kan ook neutraal zijn, en de ander wordt slechts tot nadenken gestemd.

### Motivatie van de gekozen vorm
De gelijkenis is een didactisch hulpmiddel, dat wordt aangewend in religieuze, maar ook in andere didactische literatuur (het leerdicht). De gekozen vorm heeft een aantal voordelen:
- Het verhaal onderscheidt zich van algemene richtlijnen door zijn toegankelijkheid en zijn beeldende kracht. Moeilijke en complexe ideeën worden uit de sfeer van het abstracte gehaald, en concreet gemaakt.
- Daarbij wordt de belangstelling gewekt door de verhaalvorm; die is immers bij uitstek geschikt de aandacht vast te houden en de nieuwsgierigheid te prikkelen: "Hoe zal dat aflopen?" Zo worden morele richtlijnen en suggesties voor het juiste handelen in een aansprekende vorm gepresenteerd.

## Religie en magie
De parabel is aldus op twee niveaus werkzaam: in de eerste plaats is er het letterlijke verhaal, in de tweede plaats de interpretatie in morele of spirituele zin. Tussen het verhaal en die toepassing is er een overeenkomst, een gelijkenis. De toepassing kan didactisch zijn (zie boven), maar ook religieus of tot het terrein van de magie behoren.

### Religie

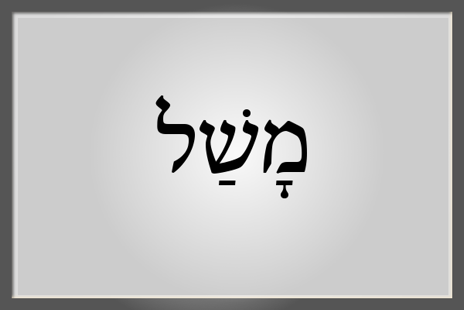
Mashal - Hebreeuwse lettertekens voor gelijkenis of allegorie.

Bekende bronnen van religieuze parabels zijn de Bijbel en de Pali-canon. In Bijbels verband zijn het bekendst de gelijkenissen die Jezus in het Nieuwe Testament uitsprak. Maar ook het Oude Testament kent gelijkenissen (zie lijst hieronder), die soms in raadselvorm zijn gesteld.
In de joodse theologie kent men de mashal (meervoud meshaliem), een gelijkenis die rabbijnen in de joodse literatuur gebruikten bij de interpretatie (midrasj) van de Bijbel (het Oude Testament).
Bekende parabels uit de Pali-canon zijn de gelijkenis van schuim en het lichaam, en die van de bladeren in het Simsapa bos.
Een van de bekendste parabels uit de Huainanzi laat zien hoe het taoïsme kijkt naar geluk en ongeluk. De parabel van De boer, zijn zoon en hun paard maakt duidelijk dat het leven vol onvoorspelbaarheid zit en dat men niet te snel zou moeten oordelen of iets goed of slecht is.

### Magie
Er zijn sprookjes die beschouwd kunnen worden als uitgebreide parabels, zij het dat die een magisch karakter hebben.

## De parabel en andere begrippen

### Etymologie
De etymologische afstamming is het Griekse para-bállein, "ernaast werpen", "vergelijken" werd het in de klassieke wiskunde al gebruikt voor de vergelijking (samenhang) tussen lengte en oppervlak (parabool). De vertalers van de statenvertaling hebben gekozen voor de Nederlandse vertaling gelijkenis die door latere Protestantse Bijbelvertalingen (bijvoorbeeld NBG vertaling) werd overgenomen, terwijl in de gangbare Katholieke traditie parabel niet vertaald wordt (bijvoorbeeld Willibrordvertaling).

### Allegorie
De allegorie heeft met de parabel de dubbele laag gemeen: een letterlijk verhaal heeft een zinnebeeldige toepassing. In de allegorie bevat het verhaal echter concrete elementen (met name personen) die moeten worden geïnterpreteerd als abstracte begrippen (bijvoorbeeld de gierigheid). Soms wordt de interpretatie makkelijk gemaakt, doordat de persoon zelfs de naam draagt van het abstracte begrip waarvoor hij staat. Zo komen in John Bunyans The Pilgrim's Progress personages voor als Faithful ("Getrouw") en Talkative ("Spraakzaam").

### Fabel
Kenmerken die parabels delen met fabels zijn hun kortheid en beknoptheid; in fabels komen daarentegen dieren voor die spreken of andere menselijke eigenschappen en karaktertrekken vertonen, zoals in de fabels van Aesopus.

### Gelijkenis als overeenkomst
Het woord gelijkenis kan, ook in Bijbels verband, nog geheel andere betekenissen hebben. De voornaamste daarvan is "overeenkomst", zoals wanneer wordt gesteld dat de mens naar Gods gelijkenis is geschapen.

## Lijst van parabels

### Bijbel: Oude Testament
- Parabel van het ooilam in 2 Samuel 12
- Verhaal van de vrouw van Tekoa in 2 Samuel 14
- De koning der bomen in Richteren 9
- Gelijkenis van de arend en de ceder in Ezechiël 17
- Gelijkenis van de kookpot in Ezechiël 24:1-13
- De ontsnapte gevangene in 1 Koningen 20:38-42

### Bijbel: Nieuwe Testament

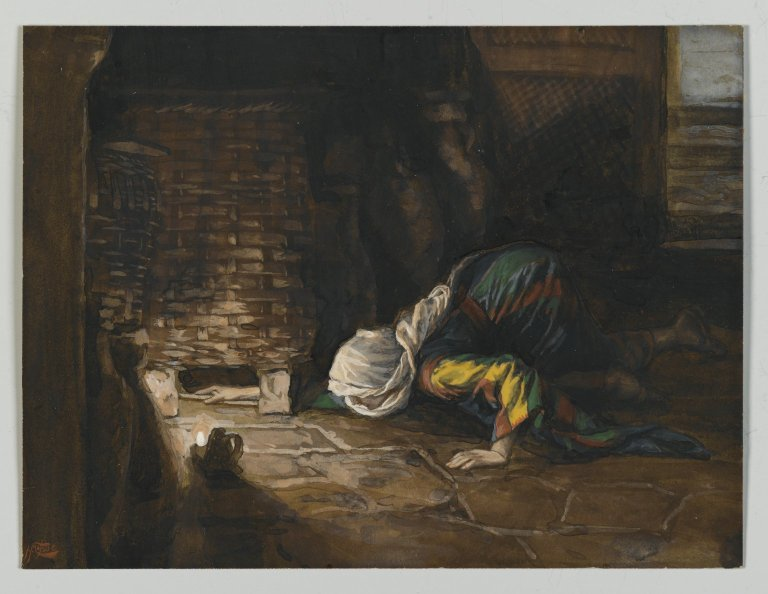
La Drachme Perdue (De parabel van de verloren penning) van James Tissot

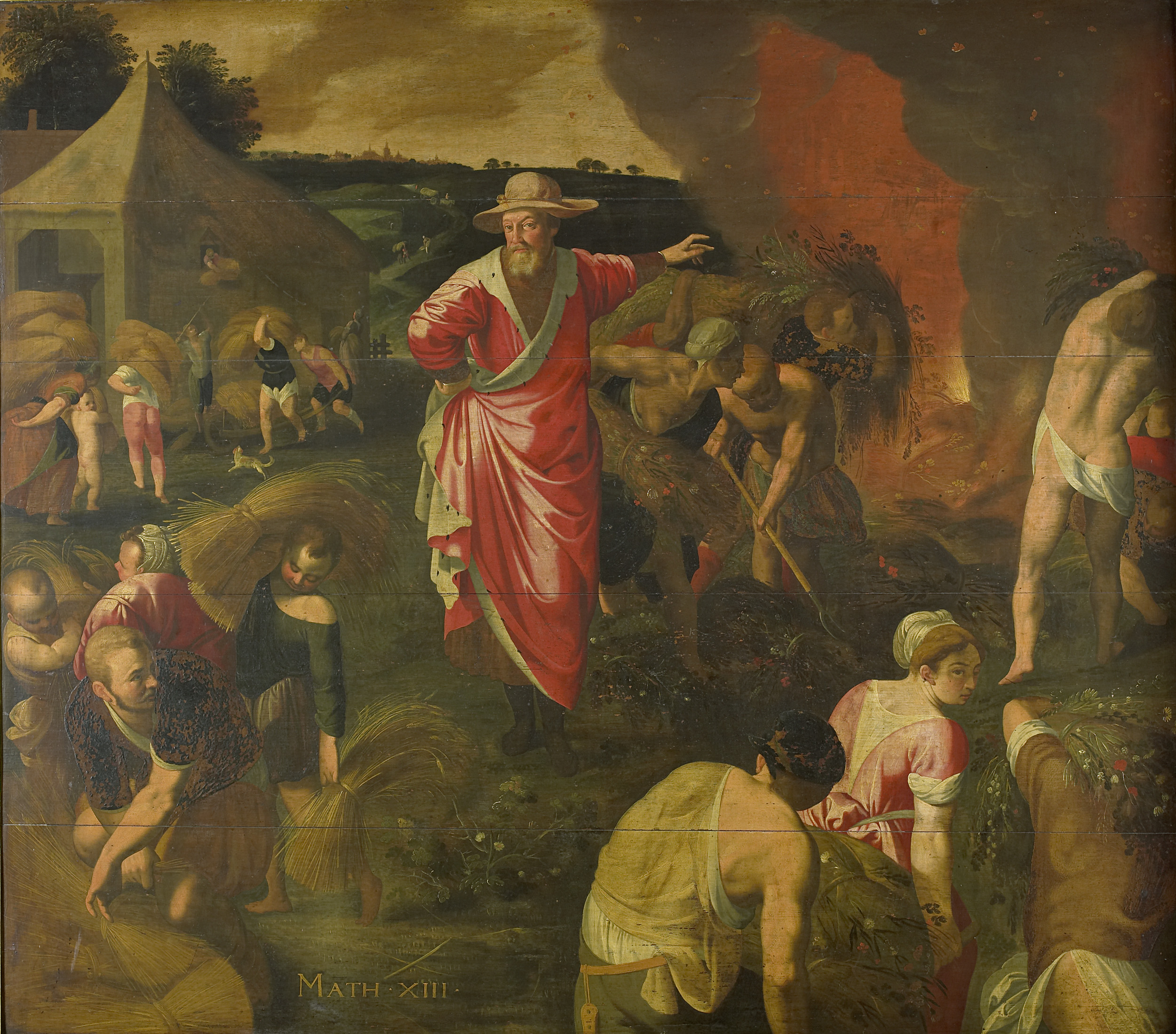
De gelijkenis van het onkruid onder de tarwe (Mattheüs 13:24-30; 36-43), 1590 and 1610, Rijksmuseum Amsterdam

Jezus sprak graag in gelijkenissen/parabels om ingewikkelde begrippen te verduidelijken (Mattheüs 13:10-17, Lucas 8:9-10, Marcus 4:10-12). Hier een alfabetische lijst van 26 gelijkenissen, aangevuld met gelijkenissen uit een lijst van 70 parabels. De kolommen van de evangeliën in de tabel hieronder staan in chronologische volgorde, dus Marcus eerst en Johannes het laatst.
| Gelijkenis                                    | Mattheüs           | Markus  | Lukas    | Johannes | Opmerking            |
| --------------------------------------------- | ------------------ | ------- | -------- | -------- | -------------------- |
| Arbeiders in de wijngaard                     | 20:1-16            |         |          |          |                      |
| Barmhartige Samaritaan                        |                    |         | 10:30-35 |          |                      |
| Farizeeër en tollenaar                        |                    |         | 18:9-14  |          |                      |
| Goede herder                                  |                    |         |          | 10:1-21  |                      |
| Koninklijk bruiloftsmaal                      | 22:1-14            |         | 14:16-24 |          |                      |
| Mosterdzaadje                                 | 13:31-32           | 4:3-32  | 13:18-19 |          |                      |
| Onbarmhartige slaaf                           | 18:23-35           |         |          |          |                      |
| Onkruid onder het graan                       | 13:24-30, 13:36-43 |         |          |          |                      |
| Onrechtvaardige pachters                      | 21:33-46           | 12:1-12 | 20:9-18  |          |                      |
| Onrechtvaardige rechter                       |                    |         | 18:1-8   |          |                      |
| Onrechtvaardige rentmeester                   |                    |         | 16:1-9   |          |                      |
| Onvruchtbare vijgenboom                       |                    |         | 13:6-9   |          |                      |
| Parel                                         | 13:45-46           |         |          |          | Rabbijnse gelijkenis |
| Rijke dwaas                                   |                    |         | 12:13-21 |          |                      |
| De rijke man en Lazarus                       |                    |         | 16:19-31 |          |                      |
| Schat in een akker                            | 13:44              |         |          |          | Rabbijnse gelijkenis |
| Sleepnet                                      | 13:47-48           |         |          |          |                      |
| Talenten, ponden                              | 25:14-30           |         | 19:12-27 |          |                      |
| Twee zonen                                    | 21:28-32           |         |          |          |                      |
| Velden die rijp zijn voor de oogst (bekering) |                    |         |          | 4:35-38  | 70 parabels          |
| Verloren penning                              |                    |         | 15:8-10  |          |                      |
| Verloren schaap                               | 18:12-14           |         | 15:1-8   |          |                      |
| Verloren zoon                                 |                    |         | 15:11-32 |          |                      |
| Waaiende wind zoals Gods Geest                |                    |         |          | 3:8      | 70 parabels          |
| Wijze en dwaze meisjes                        | 25:1-13            |         |          |          |                      |
| Zaaier                                        | 13:1-9, 13:18-23   | 4:1-20  | 8:4-15   |          |                      |
| Zelfgroeiend zaad                             |                    | 4:26-29 |          |          |                      |
| Zuurdesem                                     | 13:33              |         | 13:20-21 |          |                      |

### Seculiere parabels
- Multatuli verwerkte in zijn Max Havelaar een aantal parabelen: die van de Japanse Steenhouwer, en De eentonige geschiedenis van den Javaan Saïdjah (Saïdja en Adinda)
- Parabel van de gebroken ruit
- Parabel van de onzichtbare tuinman
- Steensoep
- De alchemist (P. Coelho)
- The old man and the sea (E. Hemingway)
- Zo Sprak Zarathoestra (Friedrich Nietzsche)